# Dunai Imre (közgazdász)
Dunai Imre (Budapest, 1939. május 4. – Budapest, 2004. szeptember 25.) állami díjas magyar közgazdász, gazdaságpolitikus.  1985 és 1988 között külkereskedelmi, majd 1989-ig kereskedelmi miniszterhelyettes. 1989 és 1990 között kereskedelmi államtitkár. 1994 és 1995 között az Ipari, Kereskedelmi és Idegenforgalmi Minisztérium közigazgatási államtitkára, majd 1996-ig minisztere.

## Életpályája
A Marx Károly Közgazdaságtudományi Egyetemen tanult ipar, majd külkereskedelem szakon. 1961-ben a Külkereskedelmi Minisztériumban kapott gyakornoki állást, majd a tárca munkatársa volt 1985-ig. Ekkor külkereskedelmi miniszterhelyettessé nevezték ki, majd 1988 és 1989 között a Kereskedelmi Minisztérium miniszterhelyettese, majd 1990-ig államtitkára volt. Emellett 1985-ben a Magyar Nemzeti Bank igazgatóságának tagja is lett. 

### Rendszerváltás utáni pályafutása
1990-ben a Kereskedelmi Bank Rt. vezérigazgató-helyettesi posztját vette át, melyet 1994-ig viselt.
Ugyanebben az évben, a Horn-kormány megalakulásakor az Ipari, Kereskedelmi és Idegenforgalmi Minisztérium közigazgatási államtitkárává nevezték ki. Ezt a pozíciót 1994. július 16. és 1995. július 15. között töltötte be.
1995. július 16-án  kinevezték (Pál László utódjaként) ipari, kereskedelmi és idegenforgalmi miniszterré (egyúttal az Országos Atomenergia Bizottság elnöke is lett). Minisztersége alatt valósultak meg azok a megszorító intézkedések, melyeket a Bokros-csomag írt elő. A posztot lemondásáig, 1996. szeptember 5.-ig töltötte be. (Utódja előbb Suchman Tamás, majd Fazakas Szabolcs lett.) 1997-től 2004-ben bekövetkezett haláláig az Általános Értékforgalmi Bank Rt. igazgatóságának alelnöke volt.
2004-ben hunyt el 65 évesen. Feleségét és két fiát hagyta maga után.

## Díjai, elismerései
1983-ban Állami Díjban részesült a külkereskedelemben végzett kiemelkedő irányító munkájáért (megosztva Mramurácz Lajossal, Müller Jánossal és Török Istvánnal).